# Mendidius granulifrons
Mendidius granulifrons är en skalbaggsart som beskrevs av Leon Fairmaire 1883. Mendidius granulifrons ingår i släktet Mendidius och familjen Aphodiidae. Inga underarter finns listade i Catalogue of Life.